# Juquiá
Juquiá is een gemeente in de Braziliaanse deelstaat São Paulo. De gemeente telt 19.585 inwoners (schatting 2009).

## Aangrenzende gemeenten
De gemeente grenst aan Iguape, Miracatu, Registro, Sete Barras en Tapiraí.

## Verkeer en vervoer
De plaats ligt aan de wegen BR-116, BR-478, SP-079, SP-165 en SP-230.